# Bushranger

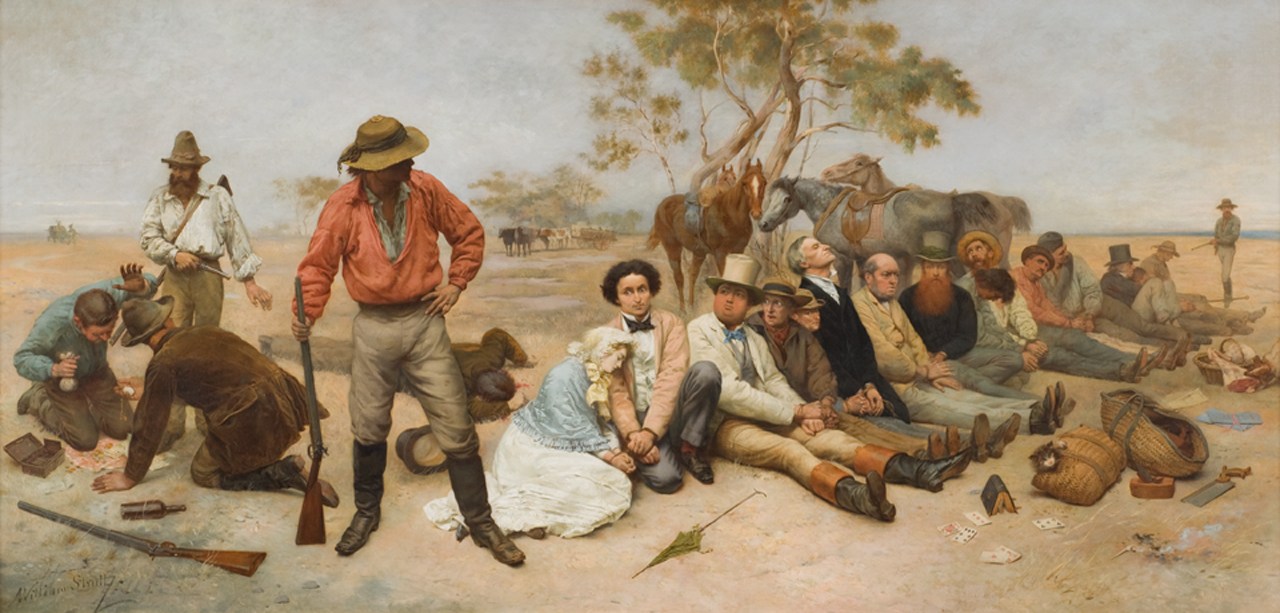
Bushrangers on the St Kilda Road di William Strutt, dipinto nel 1887, raffigura ciò che Strutt descrisse come "una delle più audaci rapine tentate nel Victoria" nel 1852. La strada era la scena di frequenti rapine durante la corsa all'oro del Victoria compiute dai bushranger.

Il termine bushranger, o bush ranger, originariamente definiva i condannati evasi dei primi anni della colonizzazione britannica dell'Australia che avevano le capacità necessarie per poter vivere nel bush australiano per nascondersi dalle autorità. Il termine venne poi in generale usato per riferirsi ai banditi armati che usavano il bush come rifugio.

## Storia
L'Australia del XIX secolo fu infestata dai bushranger che avevano le loro basi nei territori coperti da macchie o foreste. I primi bushranger furono generalmente forzati inglesi che, sottrattisi alla sorveglianza, avevano abbandonato i servizi loro affidati nelle colonie penali del Nuovo Galles del Sud, fondate nel 1788, e della Terra di Van Diemen (oggi Tasmania) fondate nel 1804.
Nel 1850, dopo la scoperta dell'oro, questi banditi intensificarono le loro attività, e molti di loro iniziarono a tendere imboscate ai carichi d'oro. I bushranger di questo periodo erano di origine australiana, piuttosto che evasi di origine britannica: alcuni di loro cercarono di farsi passare per moderni Robin Hood, adottando talora romantici nomi di battaglia come Captain Moonlight o Captain Thunderbolt.
Uno di questi banditi, Ned Kelly, divenne un eroe popolare particolarmente famoso.
Nel 1880 anche l'ultimo dei bushranger era scomparso.
La maggior parte di loro conobbe una morte violenta in giovane età: quelli che non rimasero uccisi nei conflitti a fuoco con la polizia, di solito furono fucilati.